# Lady Maisry
 (octobre 2015).
Lady Maisry est une ballade chantée en Angleterre et en Écosse.
Lady Maisry est connue depuis au moins la fin du xviiie siècle. Son thème est celui d'une Écossaise aimant un Anglais ; sa famille la met à mort après avoir découvert qu'elle est enceinte.
Elle porte le numéro 65 dans le recueil de ballades collectées par Francis James Child, The English and Scottish Popular Ballads.

## Interprètes notables
- Kathy and Carol (en), 1965
- Chris Foster (en), Layers, 1977
- Lady Maisery (en), Mayday, 2013